# Glycerinsäure
Glycerinsäure ist eine natürliche vorkommende Zuckersäure mit drei Kohlenstoffatomen, die in zwei isomeren Formen vorkommt. Ihre Salze und Ester werden Glycerate genannt.

## Vorkommen

D-Glycerinsäure
L-Glycerinsäure

Die D-Glycerinsäure kommt natürlich in verschiedenen Pflanzen (zum Beispiel in der Ackerbohne) vor. Die L-Glycerinsäure wurde in der Natur ebenfalls identifiziert, zum Beispiel in Pseudomonas elodea.

## Gewinnung und Darstellung
Glycerinsäure kann durch Oxidation von Glycerin mit Salpetersäure gewonnen werden. Alternativ erfolgt die Umsetzung von Quecksilberoxid in Bariumhydroxidlösung.

## Eigenschaften
Glycerinsäure ist eine sirupförmige organische Säure. Sie ist in Wasser und Alkohol leicht löslich. Die Verbindung zersetzt sich beim Erhitzen auf 140 °C.

## Biologische Bedeutung
Mehrere Phosphatderivate der Glycerinsäure, einschließlich 2-Phosphoglycerinsäure, 3-Phosphoglycerinsäure, 2,3-Biphosphoglycerinsäure und 1,3-Biphosphoglycerinsäure, sind wichtige biochemische Zwischenprodukte in verschiedenen Stoffwechselwegen, beispielsweise in der alkoholischen Gärung, der Glykolyse und der Photosynthese.